# IA-64
IA-64 is Intels 64-bit-processorarchitectuur die werd gebruikt in de Itanium-generatie van processors.
IA-64 is totaal verschillend van de x86-64-processorarchitectuur (AMD64 of EM64T) en is hierdoor er niet mee uitwisselbaar. In tegenstelling tot de IA-32-architectuur die wel terugwaarts compatibel is met 16-bit-instructies (IA-16) zonder al te veel prestatieverlies, is IA-64 niet terugwaarts compatibel met 32-bit x86-instructies (IA-32).
Intel heeft echter wel een decode control unit in de eerste generatie IA-64 processoren aangebracht waardoor IA-32-instructies wel hardwarematig geëmuleerd konden worden. Dit had echter dramatische prestatieverliezen als gevolg. Met de tweede generatie Itaniums was de IA-32-performance wel wat verbeterd, maar in de laatste generatie Itanium 2-processors is deze door Intel verwijderd omdat software-emulatie toch sneller bleek te zijn en in de praktijk bleek dat IA-32-instructies weinig gebruikt werden in Itanium-systemen.

## Einde
Door de snelle evolutie van de x86 en x86-64 architectuur verloor IA-64 steeds meer marktaandeel. In mei 2017 bracht Intel de Itanium 9700 uit en liet weten dat dit de laatste uit de reeks was.